# Douglas Adams
Pour les articles homonymes, voir Adams.
Douglas Noel Adams, né le 11 mars 1952 à Cambridge (Royaume-Uni) et mort le 11 mai 2001  à Santa Barbara (Californie), est un écrivain et scénariste britannique. 
Il est l'auteur du Guide du voyageur galactique (The Hitchhiker's Guide to the Galaxy), une saga de science-fiction humoristique, dont il scénarise le feuilleton radio original, puis écrit la « trilogie en cinq volumes » de romans.

## Biographie
Douglas Adams est né en 1952 à Cambridge. Il est le fils d'un étudiant en théologie et d'une infirmière. Après de nombreux emplois non qualifiés et de courte durée tels que portier dans un hôpital psychiatrique, nettoyeur d'abris à poulets ou garde du corps, il entre à l'université de Cambridge et tente d'intégrer l'équipe des Footlights, la troupe dont sont issus les Monty Python. De cette époque, il garde des liens solides avec Graham Chapman, avec qui il travaille deux ans, et Terry Jones. Il participe à l'écriture de sketchs pour l'émission Monty Python's Flying Circus et y fait parfois de la figuration.
À 25 ans, Douglas propose à la BBC une série radio intitulée The Hitchhiker's Guide to the Galaxy, dont le premier des douze épisodes est diffusé le 8 avril 1978. Cette série devient rapidement culte. Parallèlement, il écrit son premier script pour la télévision pour la série Doctor Who avec l'épisode « The Pirate Planet. » Le succès du Hitchhiker dope la carrière de Douglas Adams qui devient producteur sur BBC Radio 4 et « script editor » (métier consistant à planifier et superviser à des fins de cohérence les scénarios d'une série, à la manière d'une script girl qui assure pour sa part le seul raccord des scènes) sur Doctor Who et écrira le scénario de deux épisodes, « City of Death » et « Shada ». Il collabore aussi à la série animée Docteur Snuggles.
En 1979, Douglas Adams publie le premier tome du cycle H2G2, Le Guide du routard galactique dont le nom sera changé ultérieurement — à la demande expresse des Éditions du Routard — et deviendra Le Guide du voyageur galactique. La série comprendra en tout cinq volumes (le dernier a été publié en 1992). H2G2 est adapté sur scène (en pièce de théâtre, en comédie musicale), en série télévisée et en jeu vidéo, adaptations auxquelles Douglas Adams participe activement. H2G2 est aussi adapté en bande dessinée par DC Comics mais l'auteur ne s'intéresse guère à cette adaptation, ce qui lui vaut sans doute un succès moindre. Enfin, un film dont l'écriture a été commencée par Douglas Adams lui-même est sorti le 29 avril 2005 aux États-Unis et le 17 août en France (sous le titre H2G2 : Le Guide du voyageur galactique).
Dans le domaine du jeu vidéo, Douglas Adams est l'auteur d'une adaptation de H2G2 (Infocom, 1984) et d'un jeu original baptisé Bureaucracy (Infocom, 1987). Il revient aux jeux vidéo en 1999 avec Starship Titanic publié par sa propre compagnie The Digital Village. Un roman du même nom, associé à ce jeu, est écrit par Terry Jones. Douglas Adams était aussi un grand fan des jeux vidéo de vie artificielle Creatures.
Il est également grand amateur de musique (ses goûts vont de Bach aux Beatles) et guitariste à ses heures (il dispose d'ailleurs à la fin de sa vie d'une jolie collection d'une vingtaine de guitares pour gaucher). Profondément marqué par la culture rock, Douglas a voulu casser, avec H2G2, le moule de la comédie classique de la BBC en créant un feuilleton inspiré des innovations rock de l'époque (l'Album blanc des Beatles par exemple)[réf. souhaitée]. Son amour pour la musique l'a amené à se lier avec plusieurs musiciens (dont David Gilmour, guitariste de Pink Floyd). Pour ses 42 ans, Douglas a eu pour cadeau d'anniversaire une invitation à jouer deux morceaux sur la célèbre scène du Earls Court à Londres avec Pink Floyd.
Douglas Adams se définissait lui-même comme athée radical, et était aussi passionné par les conséquences de la découverte de Darwin que son ami Richard Dawkins, qui prononcera en 2001 son oraison funèbre.

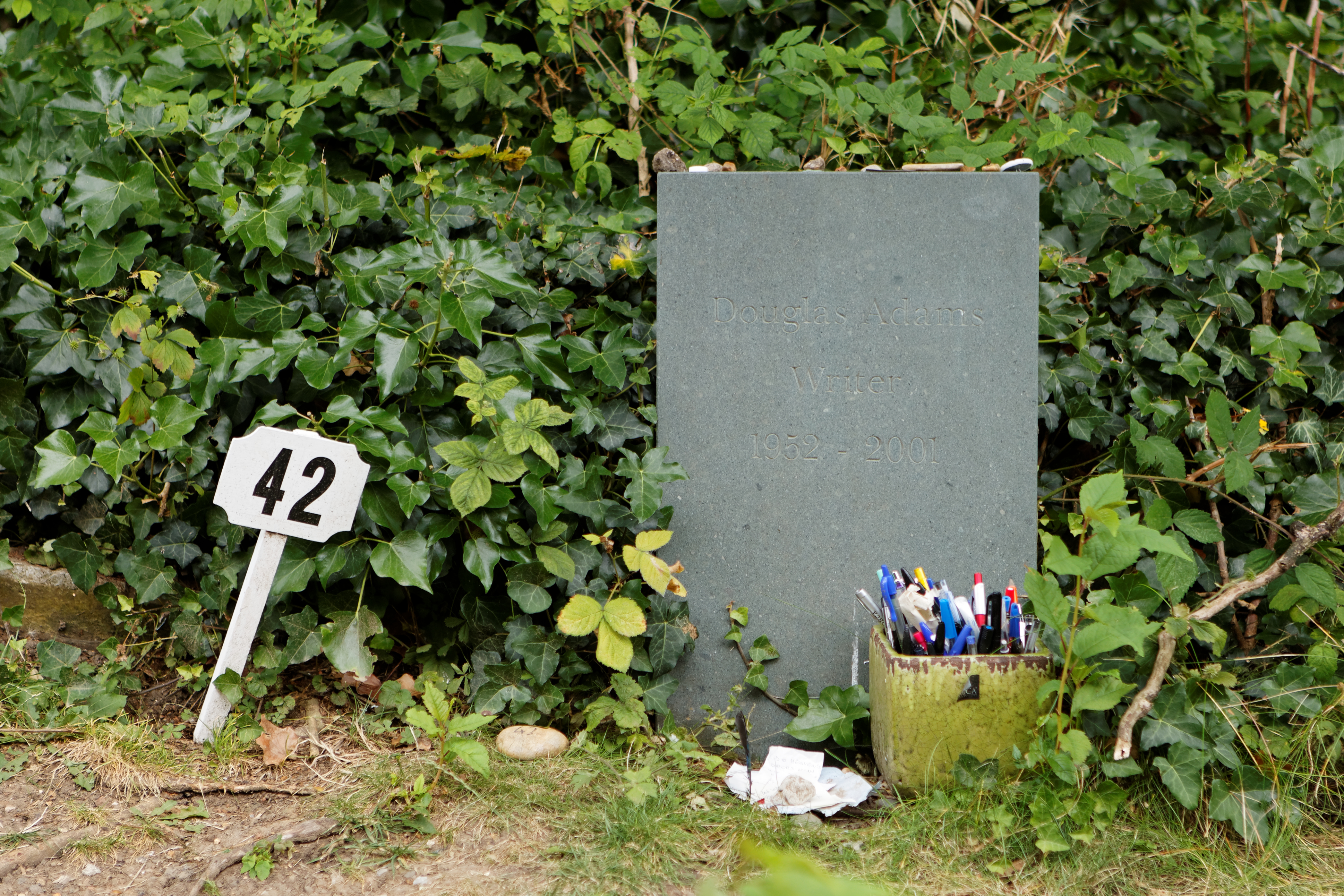
Tombe au cimetière de Highgate.

En mai 2001, Douglas Adams meurt à l'âge de 49 ans d'une crise cardiaque en Californie où il venait de s'installer avec sa femme et sa fille pour collaborer à l'adaptation cinématographique du Guide du voyageur galactique, dont il ne vit donc jamais le résultat. Depuis, tous les 25 mai, est célébré le Towel Day en hommage à l'écrivain. Il est enterré à Londres, au cimetière de Highgate.

## Hommage
Deux jours avant la mort d'Adams, le Centre des planètes mineures a annoncé le nom de l'astéroïde 18610 Arthurdent. En 2005, l'astéroïde 25924 Douglasadams a été nommé en sa mémoire.
Le 11 mars 2013, un Google Doodle est créé en hommage au soixante-et-unième anniversaire de sa naissance.

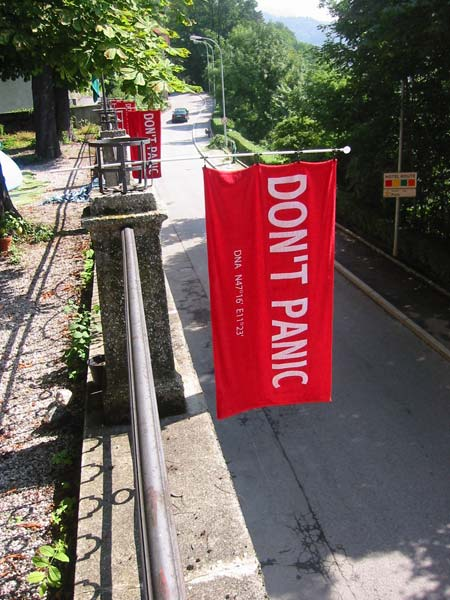
Towel day Innsbruck : serviettes sérigraphiées en hommage à Douglas Adams. À côté des mots « DON'T PANIC », il y a les données GPS de la ville d'Innsbruck où il a eu l'idée du Hitchhiker's Guide To The Galaxy.

Depuis sa mort, le 25 mai est chaque année le Jour de la serviette, en hommage au Guide. L'intention est que les gens se promènent toute la journée avec une serviette à portée de main ; une référence à HHGTTG, dans laquelle un bon auto-stoppeur « sait toujours où est sa serviette »,.
La conférence commémorative Douglas Adams est une série de conférences organisées chaque année en l'honneur de l'auteur et scénariste anglais. La conférence a lieu chaque année depuis 2003 pour soutenir des œuvres caritatives environnementales, telles que 'Save the Rhino International', avec des sujets allant de la science, de l'exploration, de la conservation et de la comédie. L'événement se tient traditionnellement autour de l'anniversaire d'Adams le 11 mars et se déroule actuellement à la Royal Geographical Society.

## Œuvres

### Le Guide du voyageur galactique
Les cinq romans du cycle Le Guide du voyageur galactique (The Hitchhiker's Guide to the Galaxy, ou H2G2) sont traduits en français par Jean Bonnefoy et édités en France par Folio SF, précédemment par les éditions Denoël dans la collection Présence du futur.
1. Le Guide du voyageur galactique, 1982 ((en) The Hitchhiker's Guide to the Galaxy, 1979)
2. Le Dernier Restaurant avant la fin du monde, 1982 ((en) The Restaurant at the End of the Universe, 1980)
3. La Vie, l'Univers et le Reste, 1983 ((en) Life, the Universe and Everything, 1982)
4. Salut, et encore merci pour le poisson, 1994 ((en) So Long, and Thanks For All the Fish, 1984)
5. Globalement inoffensive, 1994 ((en) Mostly Harmless, 1992)

La genèse de la saga est décrite dans Pas de panique ! — Douglas Adams et le Guide Galactique (Don't panic! — Douglas Adams and the Hitchhiker's Guide to the Galaxy) de Neil Gaiman, édité chez Folio SF en 2004. Le premier tome en français est édité en livre audio aux éditions Libellus, illustré par Luc Cornillon.

### Dirk Gently, détective holistique
Les trois romans de la série Dirk Gently sont édités en France par Folio SF, précédemment par les éditions Stock. Le troisième, inachevé, est publié au sein du recueil Fonds de tiroir.
1. Un cheval dans la salle de bains ((en) Dirk Gently's Holistic Detective Agency, 1987)
2. Beau comme un aéroport ((en) The Long Dark Teatime of the Soul, 1988)
3. Le Saumon du Doute ((en) The Salmon of Doubt, 2001)

### Autres œuvres
- The Pirate Planet ((en) The Pirate Planet, 1978)Second épisode de la 16e saison de Doctor Who, 99e épisode de la série, en quatre parties.
- Shada ((en) Shada, 1978)Devait être le sixième et dernier épisode de la 17e saison de Doctor Who, et 109e épisode de la série, mais n'a pas été achevé, et a donc été annulé, pour cause de grève à la BBC.
- City of Death ((en) City of Death, 1979)Second épisode de la 17e saison de Doctor Who, 105e épisode de la série, en quatre parties, co-écrit avec David Fisher et le producteur Graham Williams sous le pseudonyme de "David Agnew".
- (en) Starship Titanic, 1983Écrit par Terry Jones, d'après le jeu vidéo imaginé par Douglas Adams, édité chez J'ai lu.
- (en) The Meaning of Liff, 1983Écrit avec John Lloyd (en)..
- (en) The Hitchhiker's Guide to the Galaxy: The Original Radio Scripts, 1985Écrit avec Geoffrey Perkins (en)..
- (en) The Utterly Utterly Merry Comic Relief Christmas Book, 1986dirigé par Douglas Adams.
- (en) Young Zaphod Plays it Safe, 1986D'abord publié dans The Utterly Utterly Merry Comic Relief Christmas Book; une version remaniée apparaît dans The Wizards of Odd, Fonds de tiroir, et d'autres recueils.
- (en) Bureaucracy, 1987Jeu d'aventure textuel écrit par Douglas Adams et publié par Infocom.
- (en) The Deeper Meaning of Liff, 1990Écrit avec John Lloyd (en). Version étendue de The Meaning of Liff.
- (en) Last Chance to See, 1991Écrit avec Mark Carwardine. Compte-rendu de voyages ayant pour but de voir des animaux d'espèces en voie de disparition ; d'après ce qu'il écrit dans Fonds de tiroir, ce livre apporta à Adams une grande satisfaction.
- (en) Last Chance to See, 1995Écrit avec Mark Carwardine. Édition du même ouvrage sous la forme d'un double CD-Rom interactif illustré de photographies et agrémenté de séquences audio et vidéo.
- Fonds de tiroir ((en) The Salmon of Doubt, 2002)Roman inachevé, nouvelles, essais, et entretiens. Édité chez Folio SF.